# Amador Cortés García
Amador Cortés García, conosciuto semplicemente come Amador (Betanzos, 15 agosto 1937 – Palma di Maiorca, 15 giugno 2005), è stato un calciatore spagnolo, di ruolo centrocampista.

## Carriera
Con l'Atlético Madrid vinse due Coppe del Generalissimo (1959-60, 1960-61) e una Coppa delle Coppe (1961-62). Col Maiorca fu protagonista della promozione in Primera División nel 1965.

## Palmarès

### Competizioni nazionali
- Coppa di Spagna: 2

Atlético Madrid: 1959-60, 1960-61
- Segunda División (Spagna): 1

Maiorca: 1964-1965

### Competizioni internazionali
- Coppa delle Coppe: 1

Atlético Madrid: 1961-62